# Paula Leitón
Paula Leitón Arrones (Tarrasa, Barcelona, 27 de abril de 2000) es una waterpolista española que juega en la posición de boya en el Club Natació Atlètic Barceloneta de la División de Honor femenina y en la selección española.
Consiguió la medalla de plata en los Juegos Olímpicos de Tokio 2020. Y la de oro en los Juegos Olímpicos de París 2024.

## Trayectoria
Formada en las categorías inferiores del Club Natació Terrassa de su ciudad natal, en cuyo primer equipo se consolidó hasta la temporada 2015-16. En agosto de 2016 ficha por el CN Sabadell, equipo con el que ha ganado todos los grandes títulos. 
En mayo de 2019 anuncia su regreso al CN Terrassa.

## Internacional
Siendo un gran caso de precocidad, es convocada para el Campeonato Mundial de Kazán 2015 con 15 años y al año siguiente para los Juegos Olímpicos de Río de Janeiro 2016 en la que es la deportista más joven de la delegación española con 16 años.

## Palmarés
Selección española absoluta
- 7.ª clasificada en el Campeonato Mundial de Kazán 2015
- 4.ª clasificada en el Campeonato Europeo de Belgrado 2016
- 5.ª clasificada en los Juegos Olímpicos de Río de Janeiro 2016
- Medalla de plata en el Campeonato Mundial de Budapest 2017
- Medalla de bronce en el Campeonato Europeo de Barcelona 2018
- Medalla de plata en los Juegos Olímpicos de Tokio 2020
- Medalla de oro en los Juegos Olímpicos de París 2024
- Medalla de bronce en el Campeonato mundial de Doha 2024

Clubes
- Copa de Europa (1): 2019.
- División de Honor (3): 2017, 2018 y 2019.
- Copa de la Reina (3): 2017, 2018 y 2019
- Supercopa de España (2): 2017 y 2018.